# Distrito de Chiliquín

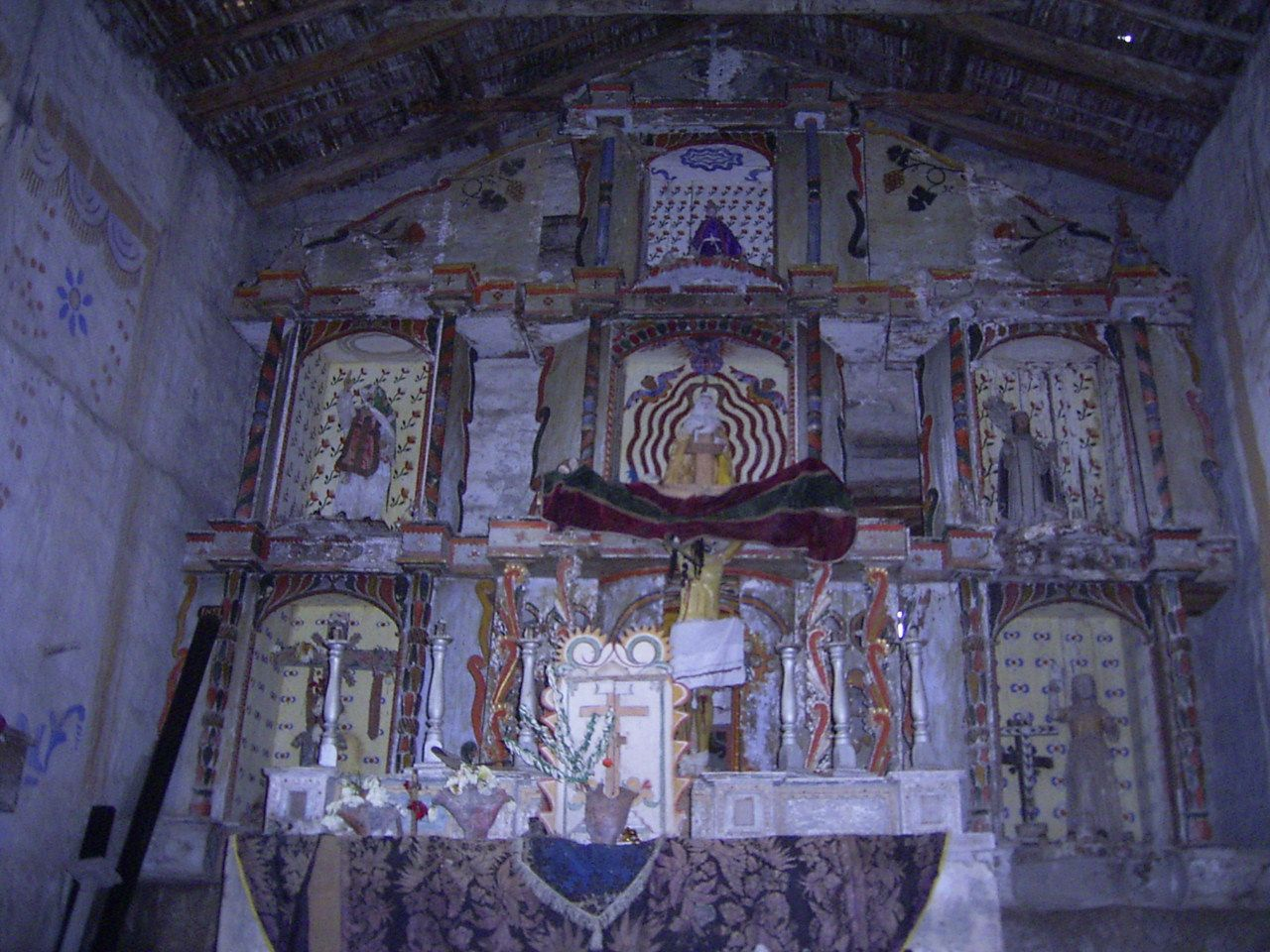
El retablo de la iglesia.

El distrito de Chiliquín es uno de los veintiún distritos de la Provincia de Chachapoyas, ubicada en el Departamento de Amazonas en el norte del Perú. Limita por el noreste con el distrito de Asunción; por el este con el distrito de Quinjalca; por el sureste con el distrito de Sonche y; por el oeste con la provincia de Bongará.
Los pueblos y caseríos del Distrito de Chiliquín están ubicados en la montaña alta. Actualmente existe una carretera que une los pueblos de este distrito con la ciudad de Chachapoyas, hasta la zona denominada Corrales.

## Historia
El distrito fue creado en la época de la independencia.

## Geografía
Tiene una superficie de 143,43 km² y una población estimada mayor a 900 habitantes. A una altitud de 2505 m s. n. m., Su capital es el centro poblado de Chiquilín.
Chiliquín está ubicado en plena montaña alta y ofrece varios lugares atractivos para turistas como ruinas y cataratas. También destaca la iglesia en el centro del pueblo. Como comidas típicas se conoce el purtumute.
A 2 horas y media de viaje por carretera se puede llegar al sitio denominado la Estancia, donde quedan los restos de la casa del cacique Hernán Pantoja. A 30 minutos se encuentra la capital del distrito de Chiliquin, Vituya.

### Pueblos y caseríos del distrito de Chiliquín
| - Chiliquín - Vituya - Yurumarca - Taupa - Retama - Semita - Séngache - Tunas Pata - San Cristóbal - Tingo - Chumal - Ashnaj Yacu - Puca Yacu - Tunas - Cuelcho | - Culao - Corrales - Challo - Viniguil - Alizo - Chilac - Pulbilón - Laguaña - Taupa Huayco - Llamamarca - Larán - Vence | - Romerillo - Lechaj - Batán - Puechcar - Cuto Yaco - Shoimal - Obsac - Quichát - Legía - Taijo - Cactron - Sispucro - Santa Rosa - Estancia |

## Autoridades

### Municipales
- 2023 - 2026[1]
  - Alcalde: Lázaro Quiroz Chuqui, del Sentimiento Amazonense Regional.
  - Regidores:

  1. Florentino Mas Goñas (Sentimiento Amazonense Regional)
  2. Rosa Elita Vela Puerta (Sentimiento Amazonense Regional)
  3. Timoteo Puscan Salazar (Sentimiento Amazonense Regional)
  4. Ashli Kinverli Valqui Mas (Sentimiento Amazonense Regional)
  5. Mileny Vanesa Rojas Quiroz (Renovación Popular)

## Festividades
- 3 de mayo aniversario de la fundación del distrito.